# Epiphragma flavosternatum
Epiphragma flavosternatum är en tvåvingeart som beskrevs av Alexander 1930. Epiphragma flavosternatum ingår i släktet Epiphragma och familjen småharkrankar. Inga underarter finns listade i Catalogue of Life.